# Stoina
Stoina é uma comuna romena localizada no distrito de Gorj, na região de Oltênia. A comuna possui uma área de 41.83 km² e sua população era de 2543 habitantes segundo o censo de 2007.